# Ensemble Botengasse

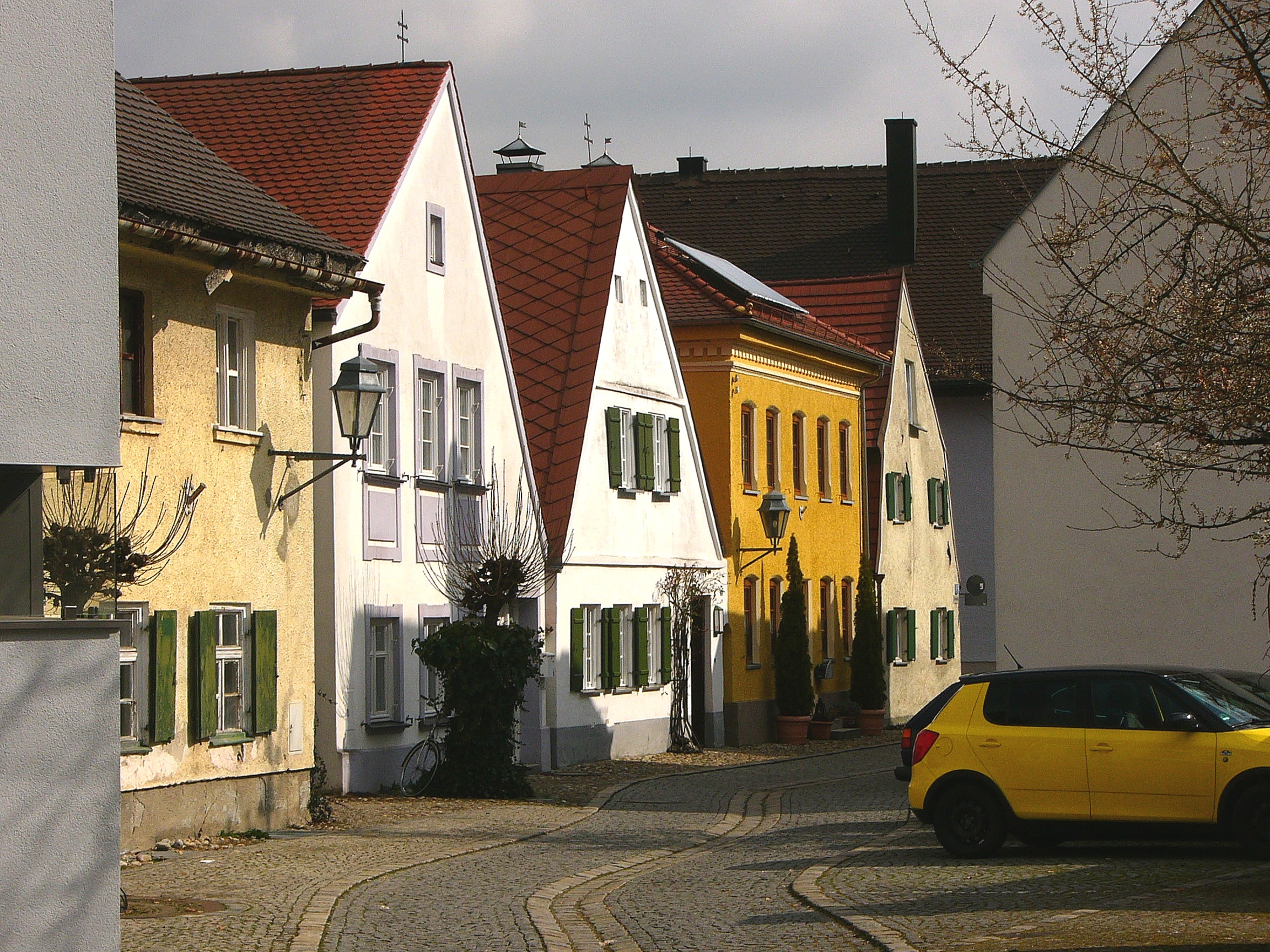
Botengasse in Aichach

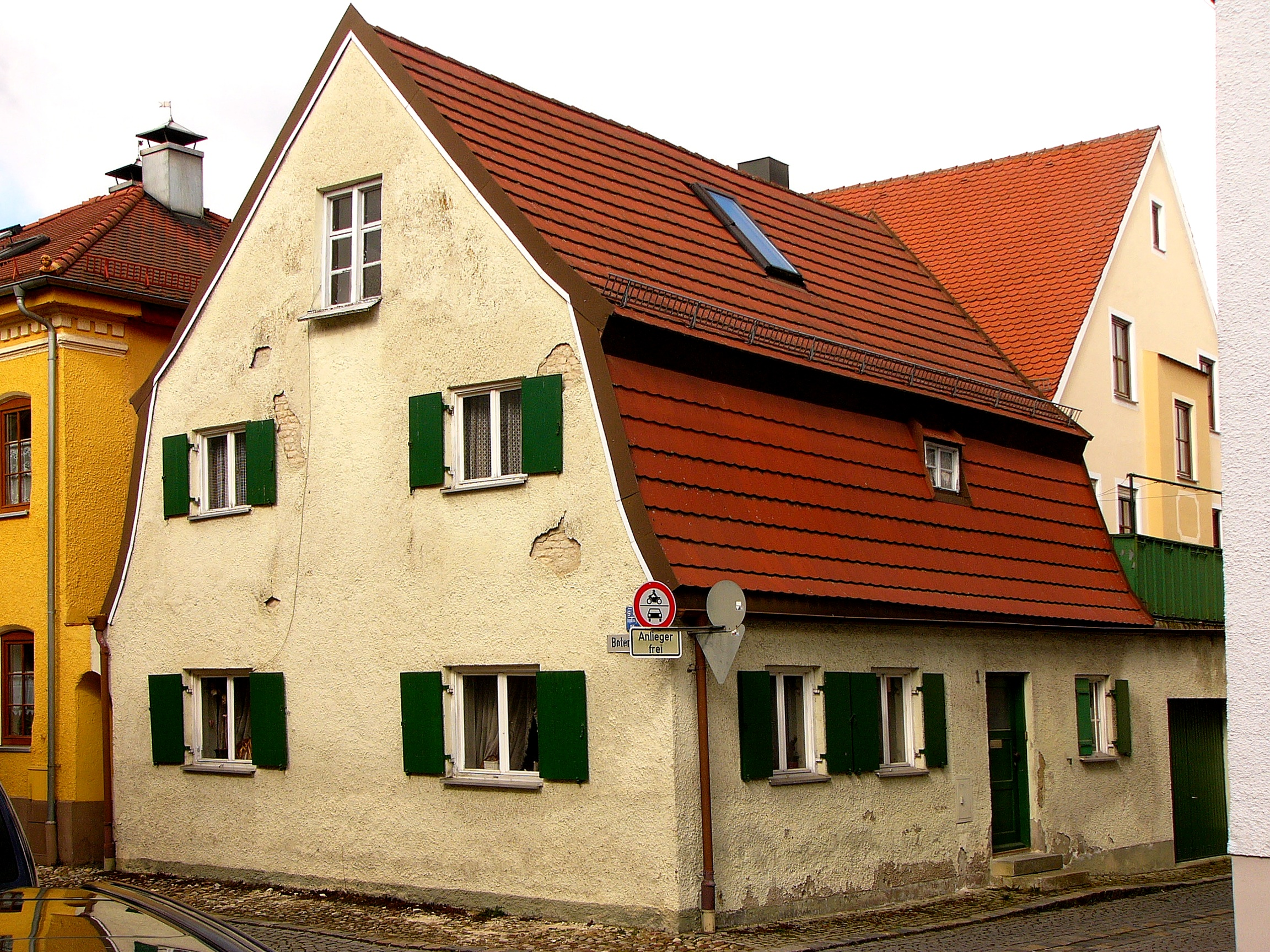
Wohnhaus Am Strudl 1

Das Ensemble Botengasse ist ein Bauensemble in Aichach, der Kreisstadt des Landkreises Aichach-Friedberg im bayerischen Regierungsbezirk Schwaben.

## Beschreibung
Zum denkmalgeschützten Bauensemble gehören die Gebäude Botengasse 2, 4, 6, 8, 10, 12 und Am Strudl 1.   
Die geschlossene Reihe ein- und zweigeschossiger kleiner Wohnhäuser steht in einem gepflasterten Gässchen. Die Gebäude sind Putzbauten, die sich durch die Vielfalt ihrer Dachformen wie Mansard-, Flachwalm-, Frack-, giebel- und traufständiges Satteldach auszeichnen. Die Häuser stammen im Kern zum Teil aus dem 17./18. Jahrhundert und wurden meistens in der ersten Hälfte des 19. Jahrhunderts verändert.